# Miroslav Kopal
Miroslav Kopal (Jablonec nad Nisou, 17 gennaio 1963) è un ex combinatista nordico ceco.
Fino alla dissoluzione della Cecoslovacchia (1992) gareggiò per la nazionale cecoslovacca.

## Biografia
In Coppa del Mondo esordì il 29 dicembre 1983 a Oberwiesenthal (29°) e ottenne come migliori risultati due quarti posti.
In carriera prese parte a due edizioni dei Giochi olimpici invernali, Calgary 1988 (7° nell'individuale, 6° nella gara a squadre) e Lillehammer 1994 (non conclude l'individuale), e a tre dei Campionati mondiali (5° nell'individuale a Lahti 1989 e nella gara a squadre a Falun 1993 i migliori risultati).

## Palmarès

### Coppa del Mondo
- Miglior piazzamento in classifica generale: 8º nel 1988